# Rossi X-ray Timing Explorer
El Rossi X-ray Timing Explorer (RXTE; Explorador Temporizador de rayos X Rossi) fue un satélite que observó la variación en el tiempo de las fuentes astronómicas de rayos X. Lleva el nombre del físico italo-estadounidense Bruno B. Rossi (1905-1993). Estaba equipado con tres instrumentos principales: un monitor de todo el cielo; una matriz de contador proporcional; y el experimento de temporización de rayos X de alta energía (HEXTE). Observó los rayos X procedentes de estrellas de neutrones, púlsares de rayos X, erupciones de rayos X y del entorno de agujeros negros. Se financió como parte del Programa Explorers, por lo que también es conocido como Explorer 69.
El RXTE tenía una masa de 3200 kg y se lanzó desde Cabo Cañaveral el 30 de diciembre de 1995, impulsado por un cohete Delta. Su Designación Internacional es 1995-074A.
Las observaciones del Rossi X-ray Timing Explorer se han utilizado como evidencia de la existencia del efecto de arrastre predicho por la teoría de relatividad general. A finales de 2007 los resultados obtenidos se han utilizado en más de 1400 artículos científicos.
Por ejemplo, en enero de 2006, se anunció que el RXTE se había utilizado para localizar un candidato a agujero negro de masa intermedia denominado M82 X-1, un nuevo tipo de objeto espacial. En febrero de 2006, los datos se usaron para probar que el resplandor difuso de rayos X de fondo en nuestra galaxia provienen de innumerables enanas blancas previamente no detectadas y de las coronas de otras estrellas. En abril de 2008, se utilizaron datos del RXTE para inferir el tamaño del agujero negro más pequeño conocido.
El satélite cesó las operaciones científicas el 3 de enero de 2012. Los científicos de la NASA comunicaron que el RXTE, dado de baja, entraría en la atmósfera de la Tierra "entre 2014 y 2023". Posteriormente quedó claro que el satélite volvería a ingresar a finales de abril o principios de mayo de 2018. La nave espacial salió de órbita el 30 de abril de 2018.

## Instrumental

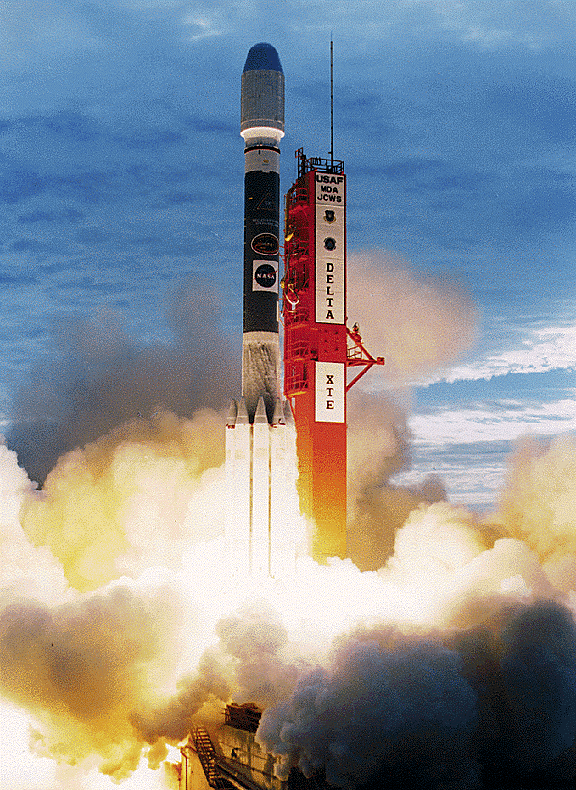
Lanzamiento del RXTE

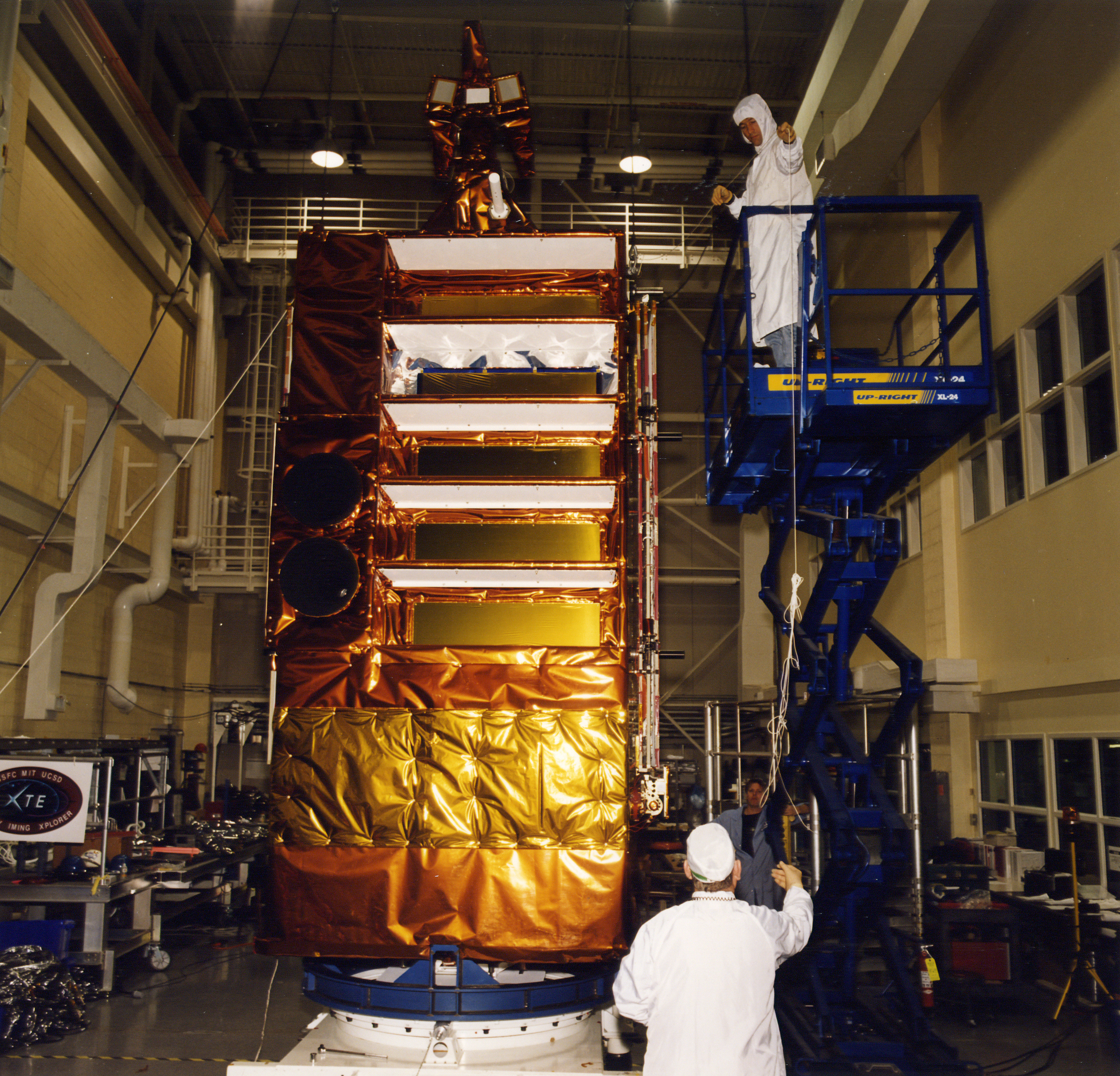
Preparación del RXTE en 1995

### Monitor detodo el cielo(ASM)
El ASM (All-Sky Monitor en inglés) estaba formado por tres cámaras de sombra gran angulares equipadas con contadores proporcionales, con un área de recolección total de 90 cm cuadrados. Las características del instrumental eran:
- Rango de energía: 2-12 keV
- Tiempo de resolución: observación del 80 % del cielo cada 90 minutos
- Resolución espacial: 3'x 15'
- Número de cámaras de sombra: 3, cada una con 6 x 90 grados FOV
- Área de recogida: 90 cm²
- Detector: contador proporcional de xenón, sensible a la posición
- Sensibilidad: 30 mCrab

Fue construido por el CSR en el MIT. El investigador principal fue Hale Bradt.

### Contador proporcional (PCA)
El PCA (Proportional Counter Array en inglés) consistía en una matriz de cinco contadores proporcionales con un área de recolección total de 6500 cm cuadrados. El instrumento fue construido por el EUD (anteriormente 'LHEA') en el Centro de vuelo espacial Goddard. El investigador principal fue Jean Swank.
Las características del instrumental eran:
- Rango de energía: 2-60 keV
- Resolución de energía: 18% a 6 keV
- Tiempo de resolución: 1 µs
- Resolución espacial: colimador con 1 grado FWHM (Ancho completo a medio del máximo)
- Detectores: 5 contadores proporcionales
- Área de recogida: 6500 cm²
- Capas: 1 de propano de rechazo; 3 de xenón, cada una dividida en dos; 1 de xenón de rechazo
- Sensibilidad: 0.1 mCrab
- Fondo: 90 mCrab

### Experimento de sincronización de rayos X de alta energía (HEX)
El HEXTE (High Energy X-ray Timing Experiment en inglés) consistía de dos grupos, cada uno con cuatro detectores de centelleo de fósforo. Cada grupo podría "equilibrarse" (mediante un interruptor de haz) en direcciones ortogonales entre sí para proporcionar mediciones de fondo a 1.5 o 3 grados desde la fuente cada 16 a 128 segundos. Además, la entrada fue muestreada a 8 microsegundos para detectar fenómenos variables. El control automático de ganancia se obtiene utilizando una fuente radiactiva de americio 241 montada en el campo de visión de cada detector. Las características básicas del HEXTE eran:
- Rango de energía: 15-250 keV
- Resolución de energía: 15 % a 60 keV
- Tiempo de muestreo: 8 microsegundos
- Campo de visión: 1 grado FWHM
- Detectores: 2 grupos de 4 contadores de centelleo NaI/CsI
- Área de recolección: 2 x 800 cm²
- Sensibilidad: 1 Crab = 360 conteos por grupo HEXTE
- Fondo: 50 conteos por grupo HEXTE

El HEXTE fue diseñado y construido por el CASS en la Universidad de California de San Diego (California). El investigador principal fue Richard E. Rothschild.

## Misiones relacionadas
- Misión precedente: IMP-8
- Misión siguiente: ACE